# Teklafalu
Teklafalu é um município da Hungria, situado no condado de Baranya. Tem 16,76 km² de área e sua população em 2019 foi estimada em 246 habitantes.